# Slavica Jeremić
Slavica Jeremić (Oparić, 3 de maio de 1977) é uma ex-handebolista profissional iugoslava, medalhista olímpica.
Radmila Drljača fez parte da geração medalha de prata em Moscou 1980, com 5 partidas e 1 gol.